# Lovro Pintar
Lovro Pintar, slovenski rimskokatoliški duhovnik, sadjar, politik in nabožni pisatelj, * 2. avgust 1814, Sv. Tomaž nad Praprotnim, † 10. september 1875, Tupaliče.
Lovro Pintar, brat sadjarja J. Pintarja (starši so jima bili Anton Pintar in Helena Kerlinin), je obiskoval ljudsko šolo v Škofji Loki, gimnnazijo v Karlovcu, filozofijo in bogoslovje pa v Ljubljani, kjer je bil 1840 posvečen v duhovnika.  Kot kaplan je služboval v različnih slovenskih krajih, med drugim tudi v Semiču (1841), Kočevju (1843) in Preski (1845), kot župnik pa na Zalem Logu in Breznici blizu Žirovnice, ter nato kot upokojenec živel v Preddvoru in Tupaličah. 
Pisal je nabožne spise in molitvenike ter deloval na kulturnem in gospodarskem področju; največ se je ukvarjal s sadjarstvom. Imel je velike sadovnjake v Preddvoru, Zalem Logu in pri Vrbi blizu Žirovnice. Poslovno je sodeloval z bratom Jernejem, ki je prav tako imel več sadovnjakov. V Novicah je od 1857 do 1873 objavljal članke o gojenju sadnega drevja, o škodljivcih in opisal več priporočljivih sadnih sort. Na kmetijski razstavi 1863 v Ljubljni je prikazal preko sto sadnih sort.
Pintar je bil od 1867 do 1874 poslanec kmečkih občin sodnih okrajev Radovljica in Kranjska Gora v deželnem zboru. Kot poslanec se je zavzemal za reševanje gospodarskih in šolskih vprašanj.